# Running Up That Hill
«Running Up That Hill (A Deal with God)» (с англ. — «Взбегая на холм [Сделка с Богом]») — песня английской певицы и автора песен Кейт Буш. Она была выпущена в Великобритании в качестве ведущего сингла пятого студийного альбома Буш Hounds of Love 5 августа 1985 года компанией EMI Records. Буш написала и спродюсировала «Running Up That Hill» с помощью синтезатора Fairlight CMI и драм-машины LinnDrum. В тексте песни мужчина и женщина заключают «сделку с Богом», чтобы поменяться местами. В музыкальном видео Буш исполняет интерпретирующий танец.
Буш дебютировала с «Running Up That Hill» в выступлении на ток-шоу BBC One Wogan. После своего первого релиза «Running Up That Hill» достигла третьего места в UK Singles Chart, что стало самой высокой позицией Буш с момента её сингла номер один 1978 года «Wuthering Heights». Melody Maker назвал его одним из лучших треков года и номинировал на премию Brit Awards 1986 года в номинации «Британский сингл года». Ремикс, использованный на церемонии закрытия летних Олимпийских игр 2012 года, достиг шестого места.
В 2022 году, после того как песня была представлена в четвёртом сезоне сериала Netflix «Очень странные дела», «Running Up That Hill» достигла первой позиции в восьми странах, включая Великобританию. Это единственный хит Буш, вошедший в топ-40 в США, достигший 30-го места в чарте Billboard Hot 100 в 1985 году и третьего места в 2022 году. В 2023 году она достигла миллиарда прослушиваний на Spotify.
«Running Up That Hill» исполняли такие исполнители, как Placebo, Within Temptation, St. Vincent, Chromatics и Мэг Майерс. В 2021 году Rolling Stone включил её на 60-е место в свой обновлённый список «500 величайших песен всех времён».

## Музыка и текст
«Running Up That Hill» включает синтезаторы, гитару, бас, энергичный барабанный ритм и балалайку, русский струнный инструмент. В песне используется тональность до минор, а вокальная мелодия сосредоточена на малой септиме, создавая ощущение ожидающегося разрешения и «затяжного гармонического напряжения и нестабильности». На слове «could» Буш поёт большую септиму ля-бемоль мажор, используя диссонанс для создания большего напряжения.
Барабанщик Стюарт Эллиотт сказал: «Напряжение в этом треке просто замечательное. На каждом шагу есть небольшой поворот, который отличается от предыдущего куплета — дополнительная строка или строка меньше, или повторение только в идеальных местах. Абсолютно нет мёртвого пространства… Это просто так обманчиво просто». Classic FM описали её как «страстную и молящую», с неопределённостью и тоской по эмоциональному разрешению.
Буш сказала, что текст песни затрагивает неспособность мужчин и женщин понимать друг друга. Она представляла, что, заключив «сделку с Богом», они могли бы поменяться местами и достичь большего взаимопонимания. Первоначально песня называлась «Сделка с Богом», но её лейбл EMI Records посчитал, что это деликатно и может ограничить её радиоэфир. Буш согласилась изменить название, поскольку у неё уже давно не было хитовых песен, и она хотела «дать альбому шанс». В альбоме она называлась «Бег вверх по тому холму (Сделка с Богом)». Буш сказала в 2022 году, что она всё ещё думает о песне с таким названием.

## Музыкальное видео
Музыкальное видео было снято Дэвидом Гарфатом и поставлено Дайан Грей. В нём Буш исполняет интерпретирующий танец с танцором Мишель Эрво. Буш чувствовала, что танец в музыкальных клипах «используется довольно тривиально, его эксплуатируют: бессистемные образы, суета, много танцев, без действительно серьёзного выражения и прекрасного выражения, которое может дать танец». Вместо этого она хотела создать «серьёзное танцевальное произведение», включающее простую рутину между двумя людьми. В видео Буш имитирует лучника, натягивающего лук, идея, которую она повторно использовала для обложки сингла.
Эрво сказал, что её взяли на роль, потому что она не следовала тенденциям танца в поп-музыке того времени. Поскольку Эрво был намного выше Буш, они обнаружили, что Буш может обвиться вокруг её тела «как змея», и включили это в танец. Чтобы обойти правила профсоюза Equity, запрещающие совместную работу, Эрво заявил, что не сможет появиться в мюзикле «Барнум» в Вест-Энде из-за болезни, за что её уволили из спектакля. В июле 2022 года музыкальный клип набрал 100 миллионов просмотров на YouTube.

## О песне
Песня «Running Up That Hill», считающаяся одним из лучших образцов творчества Кейт Буш, была записана в 1984 году и выпущена в Великобритании в виде сингла 5 августа 1985 года — более чем на месяц раньше альбома Hounds of Love, поступившего в продажу 16 сентября. Изначально Кейт Буш назвала композицию «A Deal with God» («Сделка с Богом»), однако звукозаписывающая компания EMI отказалась выпускать её под таким названием, опасаясь, что оно может осложнить ротацию песни на радио (особенно в США). Сначала EMI хотела выпустить в качестве первого сингла другую композицию из этого же альбома — «Cloudbusting», однако затем сторонам удалось прийти к компромиссу, сменив название песни на более нейтральное.
«Running Up That Hill» — первый сингл Кейт Буш, выпущенный одновременно в семи- и двенадцатидюймовом формате. Семидюймовая версия включала в себя композиции «Running Up That Hill» и «Under the Ivy». На двенадцатидюймовом сингле был записан более продолжительный вариант «Running Up That Hill» с отличающимся текстом, а также её инструментальная версия и композиция «Under the Ivy».
Сингл достиг третьего места в хит-парадах Великобритании и Германии, шестого — в Нидерландах, а также стал первым синглом Кейт Буш со времён «The Man with the Child in His Eyes» (1978), попавшим в Top 100 синглов США, где он достиг тридцатого места — лучший результат среди всех синглов Буш.
В видеоклипе на «Running Up That Hill» Кейт Буш снялась вместе с танцором Мишелем Эрво, пригласив в качестве хореографа своего учителя танцев Дайан Грей. Однако для ротации на MTV была выбрана другая версия клипа, снятая во время концертного выступления.
В 1987 году Кейт Буш исполнила композицию «Running Up That Hill» на сцене с Дэвидом Гилмором в рамках благотворительного шоу Live The Secret Policeman’s Third Ball .
Существуют кавер-версии «Running Up That Hill» в исполнении целого ряда групп и исполнителей, в том числе Placebo и Within Temptation.
Кроме альбома Hounds of Love, композиция «Running Up That Hill» также входит в сборники The Whole Story, Moments of Pleasure – The Best Works 1978–1993 и This Woman’s Work (расширенная версия).
Композиция «Under the Ivy» помимо сингла выходила только на сборнике This Woman’s Work.
Трек включён в официальный альбом саундтреков к церемонии закрытия Летних Олимпийских игр 2012 года A Symphony of British Music: Music for the Closing Ceremony of the London 2012 Olympic Games. 19 августа ремикс вошёл в чарты Великобритании под номером 6. Это было возвращение Буш в десятку лучших после почти семи лет после «King of the Mountain» в 2005 году.

## Возрождение в 2022 году и «Очень странные дела»
В мае 2022 года «Running Up That Hill» вновь привлекла внимание после того, как прозвучала в четвёртом сезоне фантастического сериала Netflix «Очень странные дела», где она была заглавной в нескольких сериях. Её появление привело к «возрождению» песни, росту её популярности и новому появлению в чартах по всему миру. Вайнона Райдер, исполняющая роль Джойс Байерс, сказала, что с детства была поклонницей Буш и настояла на включении этой песни в сериал. Буш редко даёт разрешение на использование своих песен, но согласилась, потому что является поклонницей сериала. Композитор Роб Симонсен создал оркестровый ремикс, записанный в Air Studios в Лондоне. Чтобы создать ощущение колыбельной, он добавил хор в сочетании с «мощью» полного оркестра. Ремикс появляется как мотив на протяжении всего сериала и в ключевой сцене.
После выхода нового сезона сериала, песня вернулась в мировые чарты, оставаясь на верхних строчках несколько недель. Она возглавила Billboard Global 200, впервые вошла в десятку лучших в Новой Зеландии, Канаде и США (и став первой песней Буш в десятке лучших в США), и повторно попала в чарты в Австралии, Великобритании и Ирландии. В июне 2022 песня достигла 4-го места чарта Billboard Hot 100, превзойдя 30-е место в год выхода песни.
После использования в сериале «Очень странные дела» песня «Running Up That Hill» стала самой прослушиваемой песней на Spotify в Великобритании и США. Она достигла первой строчки в Великобритании, Австралии, Бельгии, Ирландии, Литве, Люксембурге, Новой Зеландии, Швеции и Швейцарии. Она стала вторым синглом Буш, занявшим первое место в Великобритании после «Wuthering Heights» (1978), что сделало Буш сольной артисткой с самым большим промежутком между двумя синглами, занявшими первое место в Великобритании, и самой пожилой артисткой, достигшей первого места в Великобритании. 37 лет, которые понадобились, чтобы достичь первого места, также стали рекордом. В сентябре 2022 года Official Chart Company признало сингл самым популярным за лето в Великобритании. 1 сентября «Running Up That Hill» впервые был выпущен в формате CD-сингла. В 2022 году в Великобритании было продано 1 077 284 копии. The Official Charts Company охарактеризовала этот успех как пример ностальгии по 1980-м годам.
В США «Running Up That Hill» достигла третьего места в чарте Billboard Hot 100, превзойдя свою высшую позицию 1985 года (30-е место), который был самым высоким достижением Буш до этого. Он также попал в рок-чарты Billboard и Alternative Airplay и достиг первой строчки в чартах Hot Alternative Songs и Hot Rock & Alternative Songs. «Running Up That Hill» стал популярным среди поколения Z, которое ещё не родилось, когда песня была выпущена, и появился в видео на социальной платформе TikTok. Буш описала возобновлённый интерес как необычайный и трогательный.
К 17 июля 2022 года количество просмотров музыкального клипа на YouTube удвоилось. 22 июня 2023 года «Running Up That Hill» достигла миллиарда прослушиваний на Spotify. В ответ Буш написала: «У меня в голове возник образ реки, которая внезапно выходит из берегов и разбивается на множество притоков — миллиард ручьёв — на пути к морю. Каждый из этих ручьёв — это один из вас. Большое спасибо за то, что отправили эту песню в такое невероятно удивительное путешествие. Я потрясена».
Благодаря такому успеху за Кейт Буш было закреплено три рекорда Гиннесса, один из которых «самая возвратная артистка на вершине чарта», до этого принадлежал певице Шер.

## Отзывы
В 1985 году журнал Smash Hits назвал песню «Running Up That Hill» «синглом полумесяца» и высоко оценил её «мелодичную силу» и «холодно-сдержанное исполнение». В негативной рецензии в Record Mirror она была названа «приятной». Эдвин Паунси из Sounds сказал, что его «соблазнила необычность драматического возвращения мисс Буш». Он был назван вторым лучшим треком года по версии Melody Maker и третьим лучшим по версии NME. На Brit Awards 1986 года «Running Up That Hill» была номинирована на звание британского сингла года.
В 2014 году NME назвал «Running Up That Hill» 108-й величайшей песней всех времён. В том же году NME включил её под номером 25 в свою «Историю NME в 70 (в основном) эпохальных песнях», а Марк Бомонт написал, что Буш был «тотемной фигурой в протаскивании левых идей в сердце чартов». Рецензируя Hounds of Love в 2016 году, критик Pitchfork Барри Уолтерс написал, что «Running Up That Hill» «вывел на первый план проблемы гендерного равенства, которые пост-панк-группы под руководством женщин, такие как Au Pairs, годами обсуждали в андеграунде». Он связал её тексты, исполнение Буш и эффект питч-шифтинга в её вокале с гендерными проблемами: «Словно пытаясь вырваться из своего тела, секса и сознания… Вооружённая столь же совершенными машинами и мелодиями, Буш теперь творчески превзошла почти всех рокеров середины 80-х». Журналист AllMusic Эми Хэнсон написала: «Всегда искусная в эмоциях и прекрасно умеющая манипулировать даже самыми горькими сердцами, Буш редко писала такие жестоко правдивые, болезненно чувственные песни».
В 2023 году песня «Running Up That Hill» была названа третьей лучшей песней Буш по версии Mojo и лучшим британским синглом Буша по версии The Guardian. В 2021 году Rolling Stone поместил её на 60-е место в обновлённом списке «500 величайших песен всех времён». Она была номинирована на премию American Music Awards в 2022 году как «Любимая рок-песня». В том же году Mojo назвал её «вечной и уникальной… едва заметный запах анахронизма возникает из-за её устаревшей технологии… Как в лирическом, так и в музыкальном плане она остаётся выдающимся примером того, насколько инновационной, запоминающейся и странной может быть поп-музыка». В 2024 году журналист Rolling Stone Роб Шеффилд написал: «Её классический синти-готический гимн звучал в восьмидесятые годы, опережая своё время. Но только Кейт Буш могла сделать песню, которая всё ещё звучит впереди своего времени почти 40 лет спустя… Она стала вечным поп-стандартом, не утратив при этом своего жутковатого ощущения».

## Список композиций
Автор слов и музыки всех песен — Кейт Буш.
7" сингл (Великобритания)
| №  | Название               | Длительность |
| -- | ---------------------- | ------------ |
| 1. | «Running Up That Hill» | 4:58         |
| 2. | «Under the Ivy»        | 2:07         |

12" макси-сингл (Великобритания)
| №  | Название                                  | Длительность |
| -- | ----------------------------------------- | ------------ |
| 1. | «Running Up That Hill (Extended Version)» | 5:43         |
| 2. | «Under the Ivy»                           | 2:07         |
| 3. | «Running Up That Hill (Instrumental)»     | 4:54         |

## Чарты
| Чарт (1985)                              | Высшая позиция |
| ---------------------------------------- | -------------- |
| Австралия (Kent Music Report)            | 6              |
| Австрия (Ö3 Austria Top 40)              | 21             |
| Бельгия/Фландрия (Ultratop 50)           | 6              |
| Канада (Top Singles, RPM)                | 16             |
| Европа (European Hot 100 Singles)        | 8              |
| Франция (SNEP)                           | 24             |
| Германия (GfK)                           | 3              |
| Ирландия (IRMA)                          | 4              |
| Италия (Musica e dischi)                 | 22             |
| Нидерланды (Dutch Top 40)                | 6              |
| Нидерланды (Single Top 100)              | 6              |
| Новая Зеландия (Recorded Music NZ)       | 26             |
| Швейцария (Schweizer Hitparade)          | 10             |
| Великобритания (OCC UK Singles)          | 3              |
| США (Billboard Hot 100)                  | 30             |
| США (Cashbox Top 100)                    | 28             |
| США (Billboard Dance Club Songs)         | 13             |
| США (Hot Dance Singles Sales, Billboard) | 21             |
| США (Billboard Mainstream Rock)          | 34             |

| Чарт (2012)                       | Высшая позиция |
| --------------------------------- | -------------- |
| Ирландия (IRMA)                   | 22             |
| Великобритания (UK Singles Chart) | 6              |

| Чарт (2014)                       | Высшая позиция |
| --------------------------------- | -------------- |
| Великобритания (UK Singles Chart) | 51             |

| Чарт (2022)                                  | Высшая позиция |
| -------------------------------------------- | -------------- |
| Австралия (ARIA)                             | 1              |
| Австрия (Ö3 Austria Top 40)                  | 4              |
| Бельгия (Billboard)                          | 1              |
| Канада (Canadian Hot 100)                    | 2              |
| Хорватия (Croatia Songs, Billboard)          | 4              |
| Чехия (Singles Digitál Top 100)              | 2              |
| Дания (Tracklisten)                          | 6              |
| Финляндия (Suomen virallinen lista)          | 6              |
| Франция (SNEP)                               | 3              |
| Германия (GfK)                               | 4              |
| Мир (Billboard Global 200) ·                 | 1              |
| Греция (International, IFPI)                 | 2              |
| Венгрия (Single Top 40)                      | 3              |
| Венгрия (Stream Top 40)                      | 6              |
| Исландия (Plötutíðindi)                      | 4              |
| Индия (IMI)                                  | 11             |
| Ирландия (IRMA)                              | 1              |
| Италия (FIMI)                                | 18             |
| Литва (AGATA)                                | 1              |
| Нидерланды (Dutch Top 40)                    | 17             |
| Нидерланды (Single Top 100)                  | 3              |
| Новая Зеландия (Recorded Music NZ)           | 1              |
| Норвегия (VG-lista)                          | 4              |
| Португалия (AFP)                             | 4              |
| Сингапур (RIAS)                              | 5              |
| Словакия (Singles Digitál Top 100)           | 2              |
| ЮАР (RISA)                                   | 6              |
| Швеция (Sverigetopplistan)                   | 1              |
| Швейцария (Schweizer Hitparade)              | 1              |
| Великобритания (OCC UK Singles)              | 1              |
| США (Billboard Hot 100) ·                    | 4              |
| США (Billboard Hot Rock & Alternative Songs) | 1              |
| США (Hot Alternative Songs)                  | 1              |
| США (Streaming Songs)                        | 1              |

| Чарт (1985)                       | Позиция |
| --------------------------------- | ------- |
| Австралия (Kent Music Report)     | 72      |
| Бельгия (Ultratop)                | 50      |
| Нидерланды (Dutch Top 40)         | 45      |
| Нидерланды (Single Top 100)       | 40      |
| Великобритания (UK singles, OCC)  | 56      |
| Германия (Official German Charts) | 30      |

| Чарт (2022)                                   | Позиция |
| --------------------------------------------- | ------- |
| Австралия (ARIA)                              | 11      |
| Австрия (Ö3 Austria Top 40)                   | 46      |
| Бельгия (Ultratop 50 Flanders)                | 162     |
| Бельгия (Ultratop 50 Wallonia)                | 141     |
| Бразилия (Pro-Música Brasil)                  | 179     |
| Канада (Canadian Hot 100)                     | 24      |
| Дания (Tracklisten)                           | 66      |
| Германия (Official German Charts)             | 35      |
| Мир (Global 200, Billboard)                   | 18      |
| Венгрия (Single Top 40)                       | 19      |
| Венгрия (Stream Top 40)                       | 47      |
| Литва (AGATA)                                 | 11      |
| Нидерланды (Single Top 100)                   | 59      |
| Новая Зеландия (Recorded Music NZ)            | 29      |
| Швеция (Sverigetopplistan)                    | 35      |
| Швейцария (Schweizer Hitparade)               | 33      |
| Великобритания (UK singles, OCC)              | 6       |
| США (Billboard Hot 100)                       | 23      |
| США (Adult Contemporary, Billboard)           | 18      |
| США (Adult Top 40, Billboard)                 | 19      |
| США (Hot Rock & Alternative Songs, Billboard) | 4       |
| США (Mainstream Top 40, Billboard)            | 26      |
| США (Rock Airplay, Billboard)                 | 9       |

## Сертификации
| Регион | Сертификация  | Продажи   |
| --- | ------------- | --------- |
| Канада (Music Canada) | 2× Платиновый | 160 000   |
| Дания (IFPI Danmark) | Платиновый    | 90 000    |
| Германия (BVMI) | Золотой       | 250 000   |
| Италия (FIMI) | Платиновый    | 100 000   |
| Новая Зеландия (RMNZ) | 3× Платиновый | 90 000    |
| Португалия (AFP) | Платиновый    | 40 000    |
| Испания (PROMUSICAE) | Платиновый    | 60 000    |
| Великобритания (BPI) · Physical 1985 sales | Серебряный    | 250 000^  |
| Великобритания (BPI) · Digital sales since 2004 | 4× Платиновый | 2 400 000 |
| Стриминг |               |           |
| Швеция (GLF) | Платиновый    | 8 000 000 |
| ^ Данные о тиражах приведены только на основе сертификации. · Данные о продажах + прослушиваниях приведены только на основе сертификации. · Данные только о прослушиваниях приведены на основе сертификации. |               |           |

## Кавер-версии

### Кавер-версия Placebo
Впервые появилась на бонусном диске их альбома Sleeping with Ghosts в 2003 году и позже — в переизданном альбоме Meds (2007). Версия Placebo была охарактеризована журналом Q как песня, «по звучанию более похожая на сделку с дьяволом», в отличие от оригинальной «сделки с Богом». Эта версия песни появилась:
- в дебютном эпизоде Pilot сериала «Дневники вампира»,
- в конце эпизода A la Cart сериала «C.S.I.: Место преступления»,
- В первом сезоне сериала NCIS: Los Angeles
- в эпизоде Judas on a Pole сериала «Кости»,
- в 1-й серии 4-го сезона The Avengers сериала «Одинокие сердца»,
- в трейлере (также вошла в саундтрек) к фильму «Воины света»,
- в рекламе сериала «Дневники вампира» на канале AXN Sci-Fi,
- в 11-й серии 3-го сезона Emily Lake сериала «Хранилище 13».
- в 4-й серии 4-го сезона сериала «Очень странные дела» на англ. Stranger Things